# 叶道志
叶道志（1910年—1938年9月），湖北省红安县人。新四军将领。

## 生平
1928年参加中国工农红军，任红军连长、营长、团长，参加鄂豫皖苏区历次反围剿战争。1933年，随部队进抵川陕边，任红四方面军七十三师团政治委员。7月任红三十一军九十三师师长，1934年任第九十二师师长。1935年参加长征，7月任红四军十师政治委员。后抵达延安，进入抗日军政大学第三期学习。
抗日战争期间，奉命到新四军工作，曾任新四军第二支队四团副团长、新四军军部特务营营长。因对职务偏低抵触，意欲返回八路军，并于1938年7月31日同原红四方面军将领陈五和、徐长胜以看地形为名带枪出走，后在景德镇地区被追上，徐长胜被击毙，叶道志被逮捕。同年九月被新四军军法处以叛变罪处决。而陈五和最终返回八路军，到129师任职。
1983年，经中共复查证明，认定性质是违反纪律而非变节。中国人民解放军总政治部于1983年10月21日决定予以平反，恢复名誉。